# Dais cotinifolia
Dais cotinifolia är en tibastväxtart som beskrevs av Carl von Linné. Dais cotinifolia ingår i släktet Dais och familjen tibastväxter. Inga underarter finns listade i Catalogue of Life.

## Bildgalleri

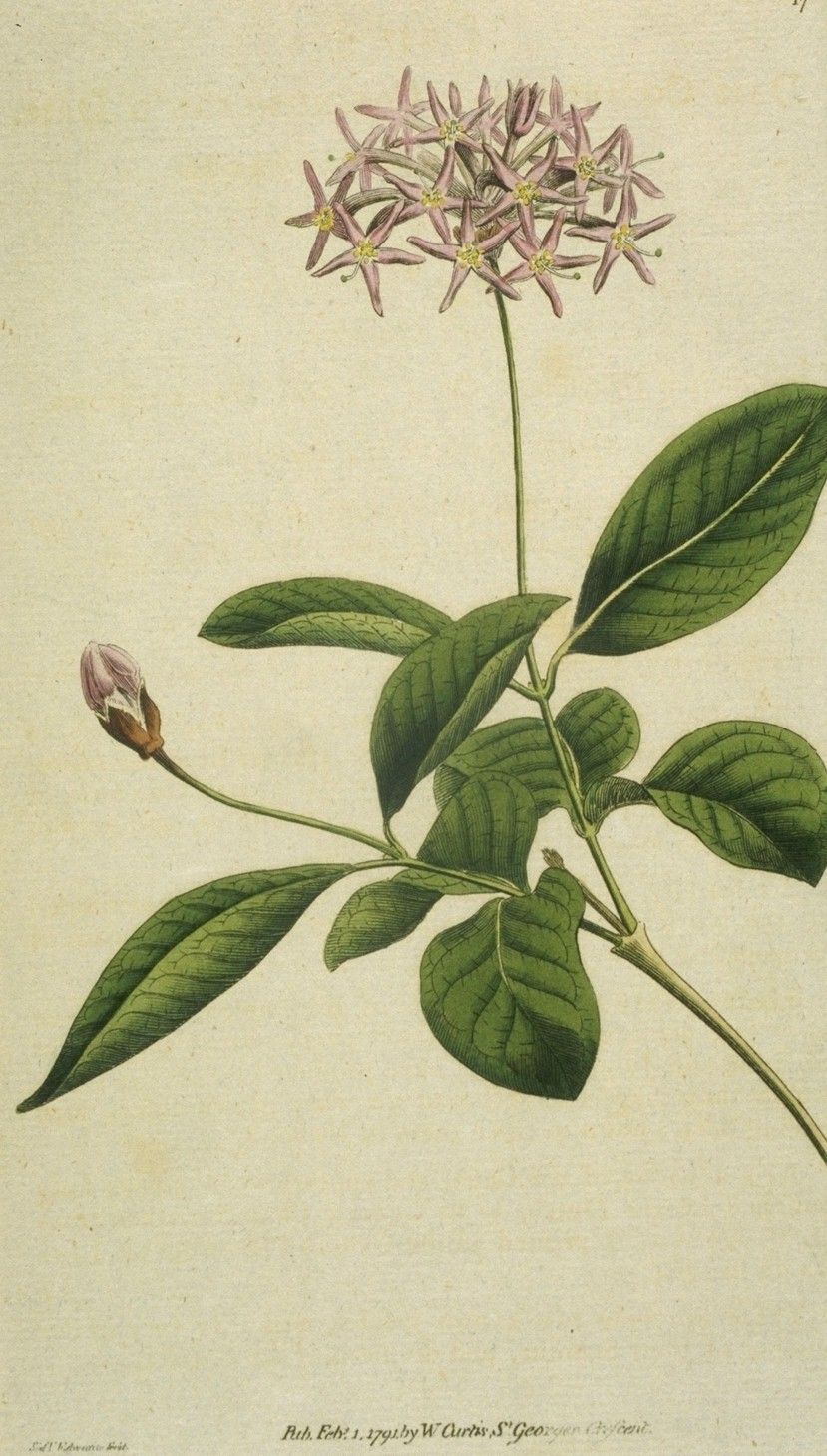
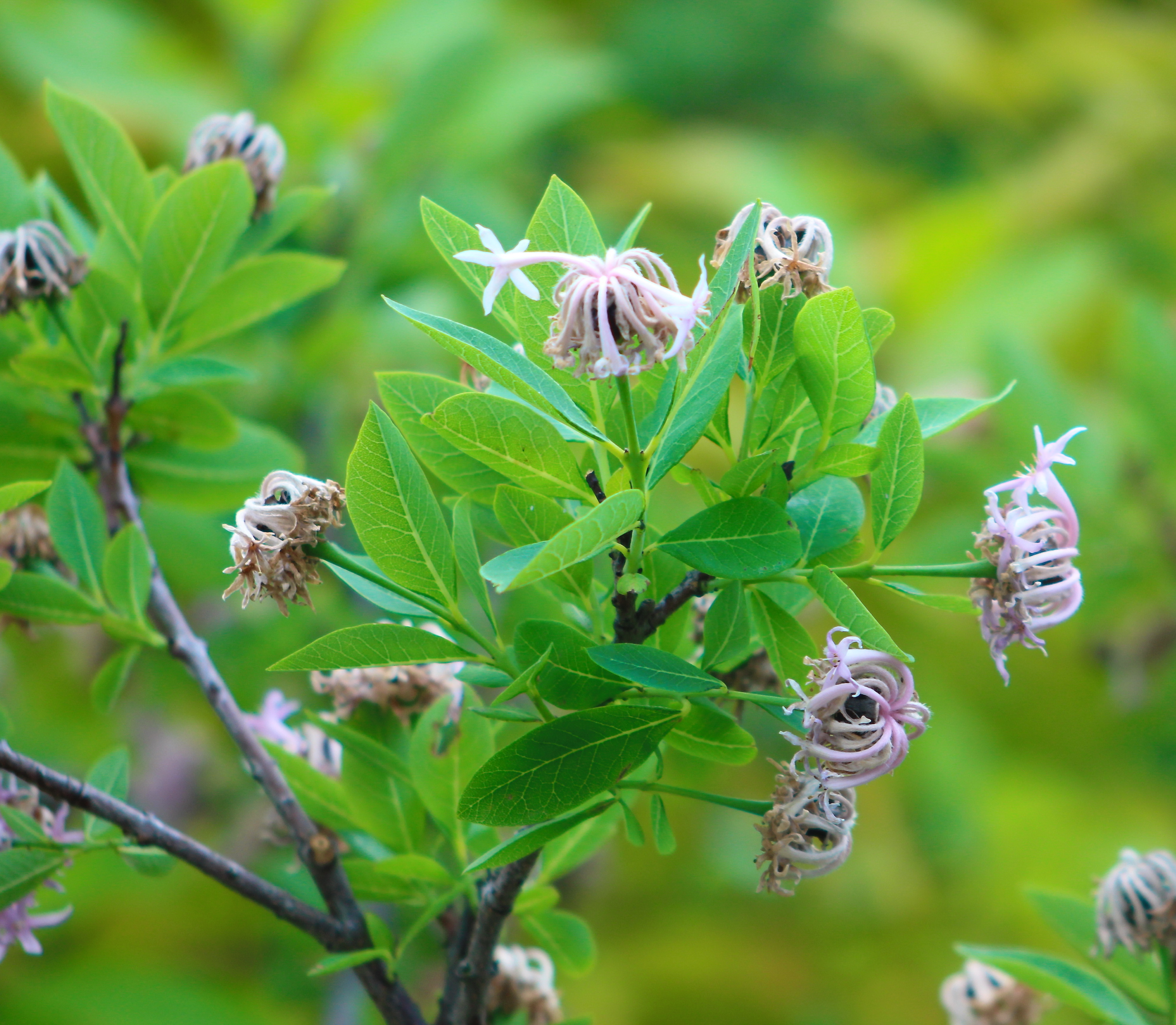
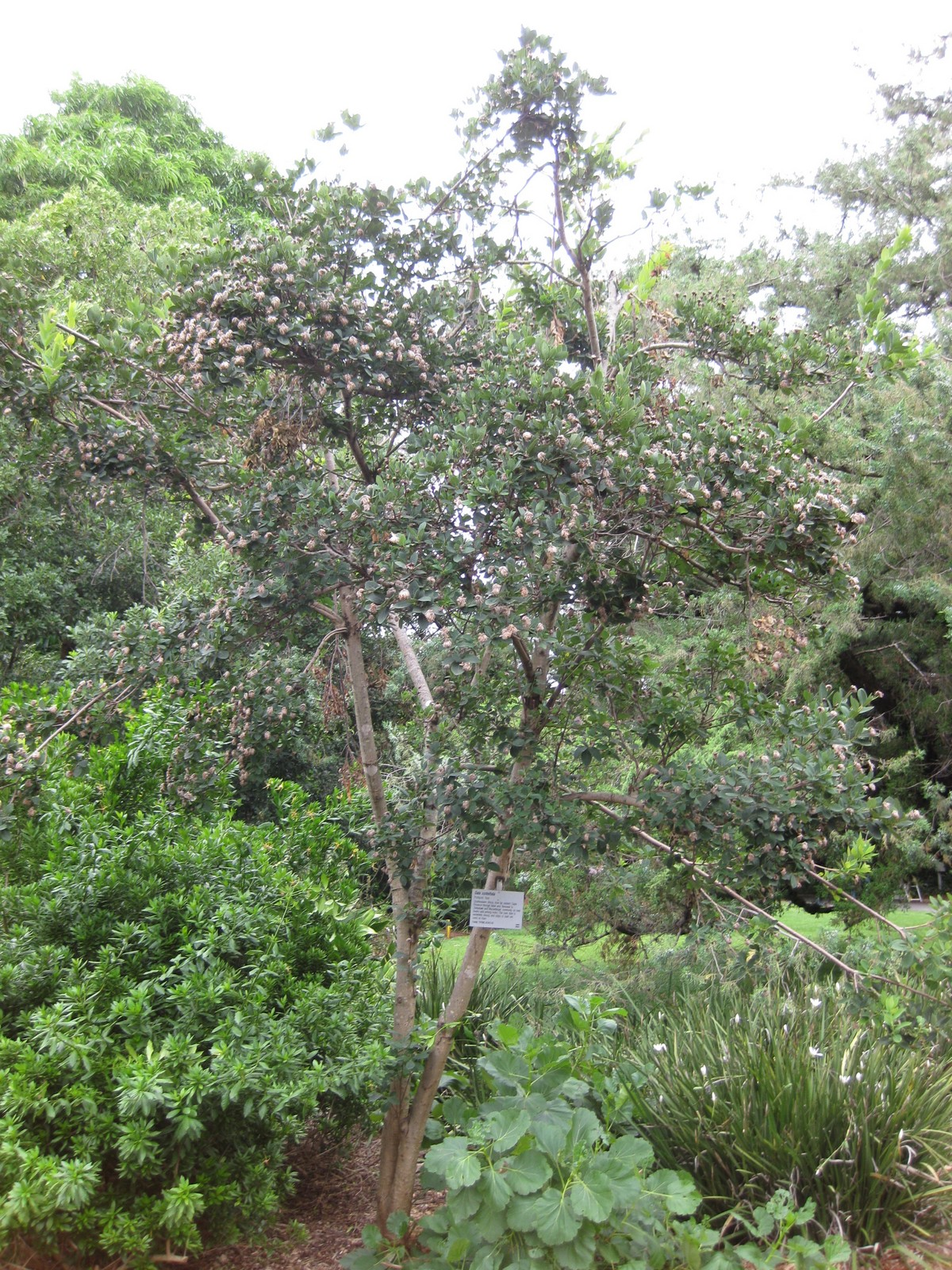
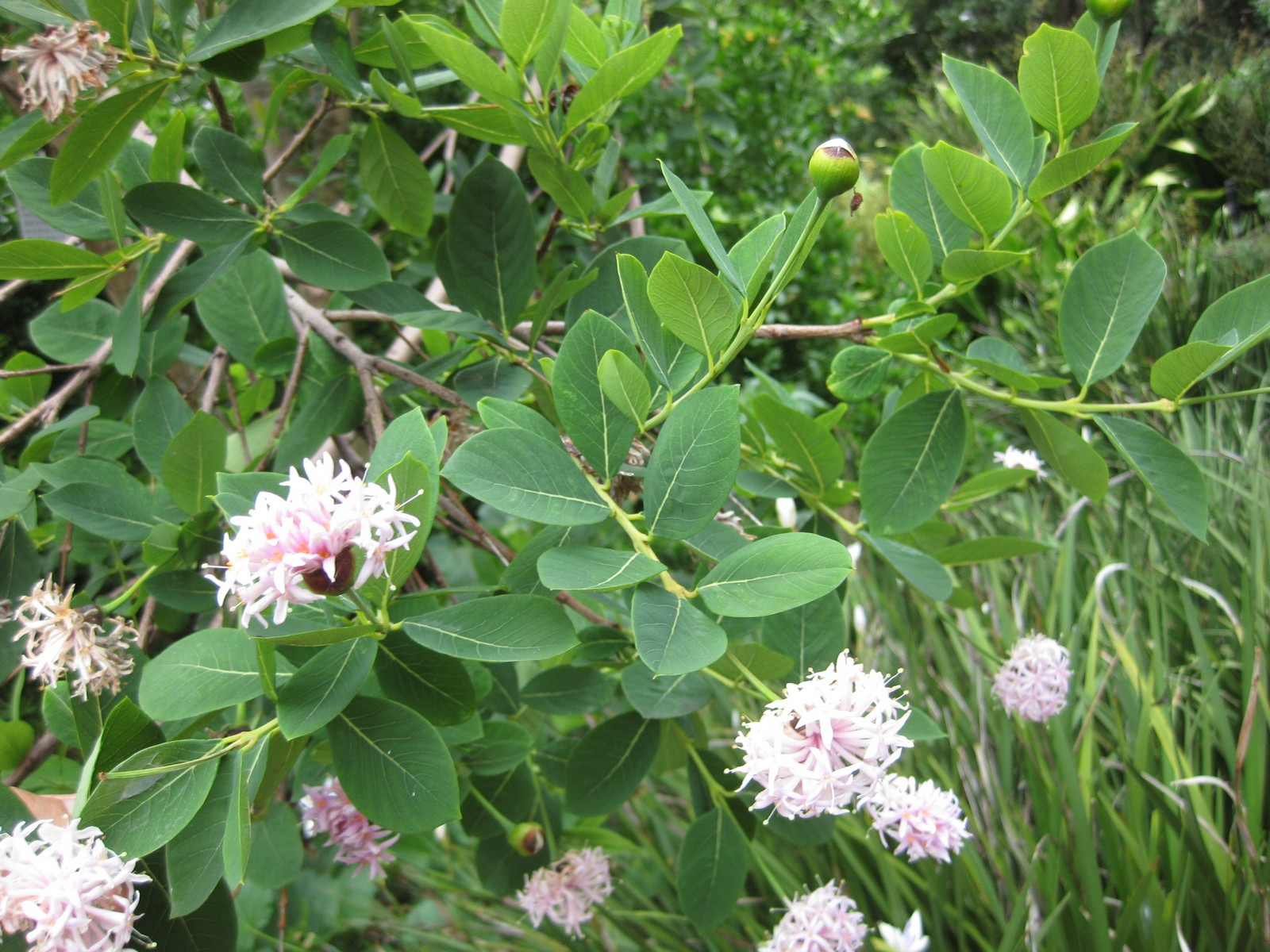
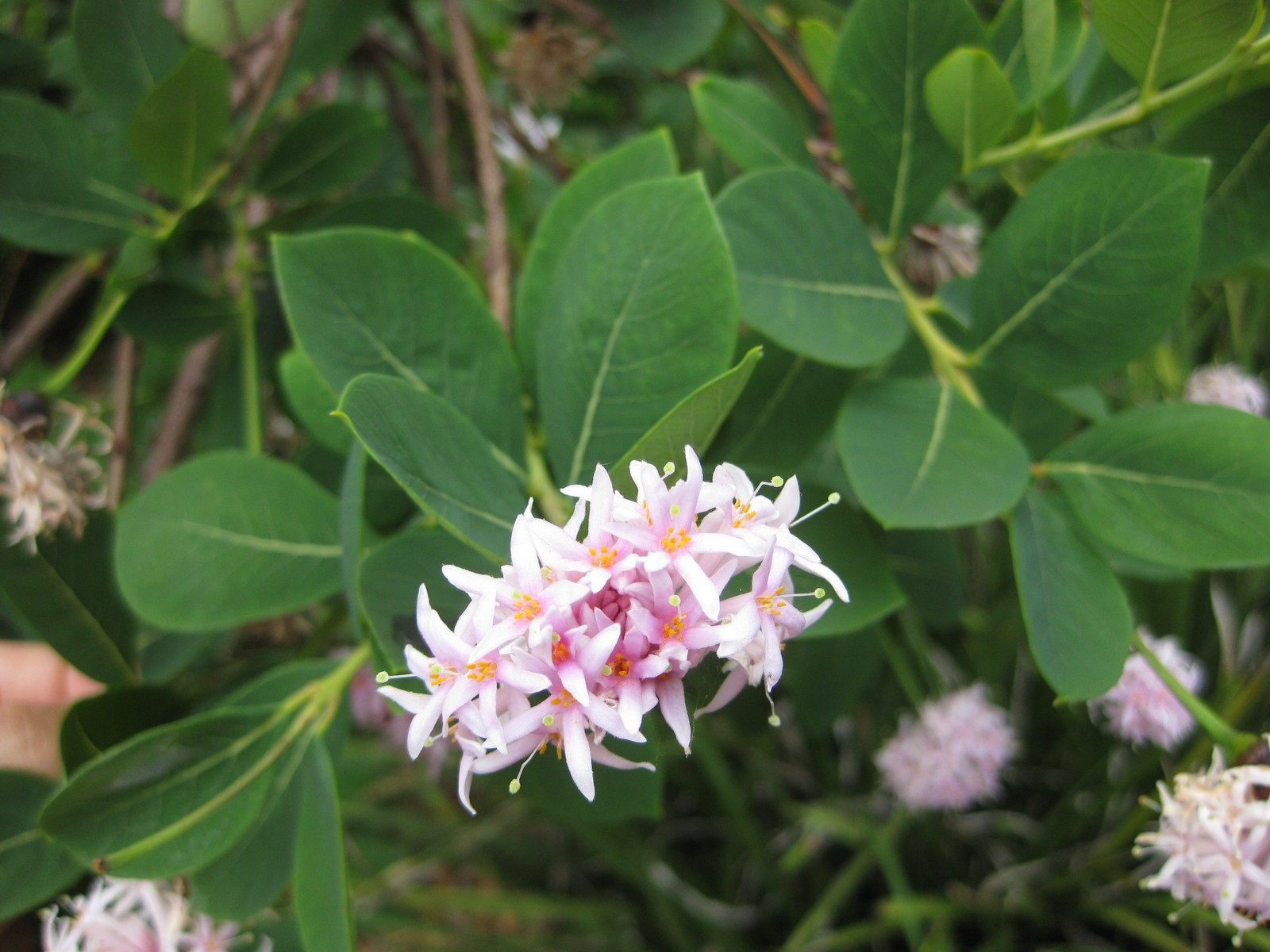
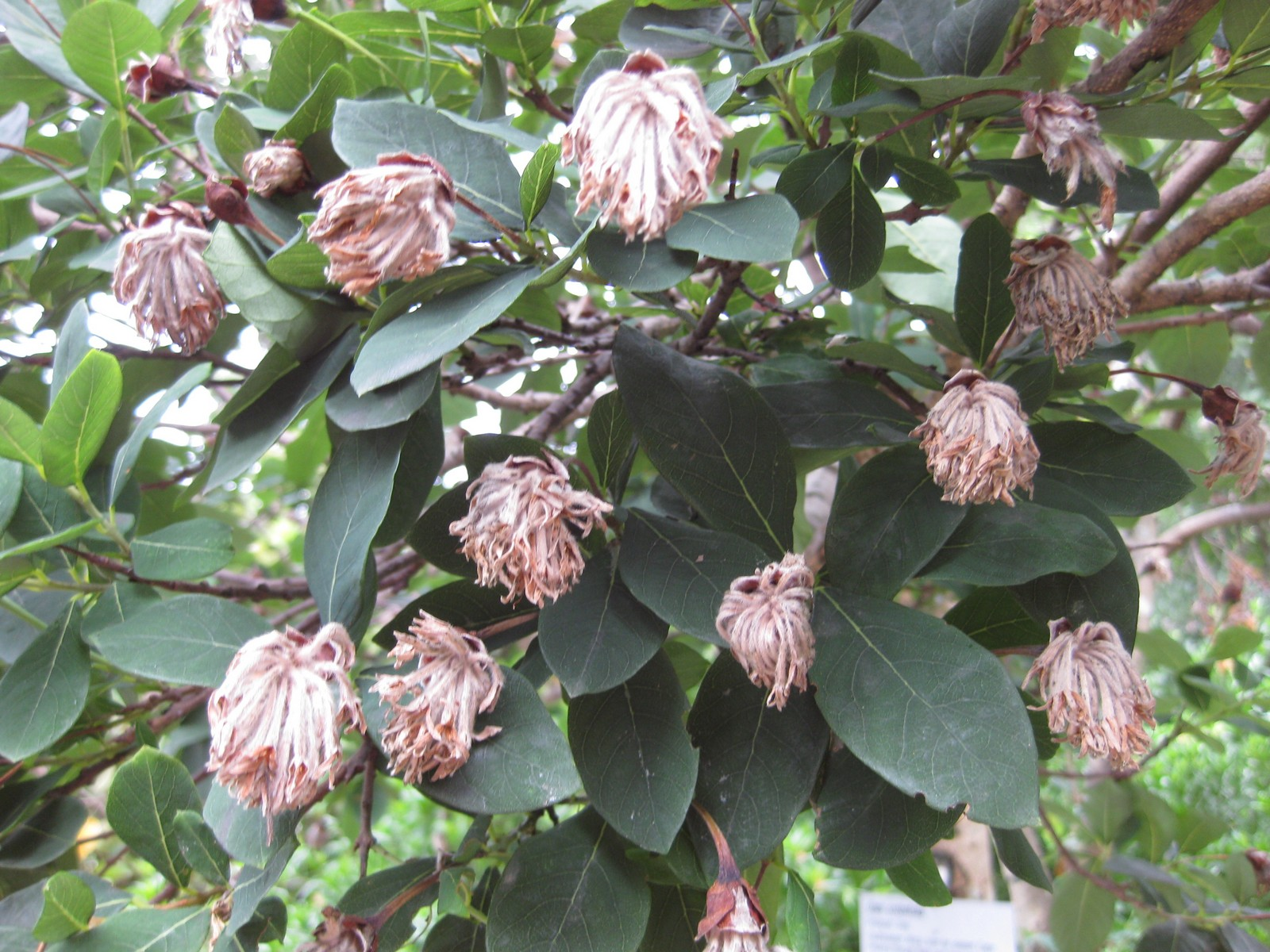